# Беревоєшть (Арджеш)
Беревоєшть, Беревоєшті (рум. Berevoiești) — село у повіті Арджеш в Румунії. Входить до складу комуни Беревоєшть.
Село розташоване на відстані 126 км на північний захід від Бухареста, 41 км на північ від Пітешть, 133 км на північний схід від Крайови, 71 км на південний захід від Брашова.

## Населення
За даними перепису населення 2002 року у селі проживали 2193 особи, з них 2192 особи (> 99,9%) румунів. Усі жителі села рідною мовою назвали румунську.